# قرنیه مسطح نوع ۱
قرنیه مسطح نوع ۱ (انگلیسی: Cornea plana 1) یک ناهنجاری مادرزادی است که باعث صاف شدن قرنیه و کوچک شدن زاویه بین صلبیه و قرنیه می‌شود. این می‌تواند منجر به رشد زودهنگام قوس لیپوئید، لیمبوس قرنیه کدر و دوربینی شود. قرنیه مسطح ۱ یک اختلال اتوزومال غالب است.